# Дилајт (Арканзас)
Дилајт (енгл. Delight) град је у америчкој савезној држави Арканзас.

## Демографија
По попису из 2010. године број становника је 279, што је 32 (-10,3%) становника мање него 2000. године.
| Група             | 2000.       | 2010.       |
| Белци             | 296 (95,2%) | 274 (98,2%) |
| Афроамериканци    | 3 (1,0%)    | 1 (0,4%)    |
| Азијати           | 1 (0,3%)    | 0 (0,0%)    |
| Хиспаноамериканци | 1 (0,3%)    | 2 (0,7%)    |
| Укупно            | 311         | 279         |